# Церква святого Миколая Чудотворця (Колодне)
Церква святого Миколая Чудотворця — одна з найвидатніших та найдавніших пам'яток українського церковного будівництва, являє собою цікавий приклад синтезу архітектури, монументального настінного живопису і прикладного декоративного мистецтва XV-XVIII століть. Первісно збудована 1470 року. Пам'ятка архітектури всеукраїнського значення (охоронний № 205). Найдавніший дерев'яний храм України. XVI ст.

## Історія
Церква стоїть на невеликому пагорбі в центрі села біля перехрестя головної вулиці й гірського потічка, що оперезує західну межу церковного подвір'я.
Згідно з місцевими переказами, церква святого Миколая була головною церквою православного монастиря, колись розташованого в урочищі Одарів. Там вона простояла 330 років, і у 1800 року, коли за розпорядженням австрійської влади, Йосифінська касата, монастир було закрито, була перенесена на своє нинішнє місце.
Побудована вона була, ймовірно, у 1470 році. Храм святого Миколая у Колодному, як найбільш досконалий з художньої та архітектурно-конструктивної боку, служив прототипом при зведенні безкупольних, але з вежею над бабинцем храмів. Ймовірно, подібний тип будівлі виникла ще в XII-XIII століттях як оборонний. Спеціалісти з архітектури стверджують, що ця більш як 530-літня споруда все ще зберігає деякі риси оборонного зодчества.
Михайло Сирохман так писав про історію і архітектуру храму :
|  | Церква Св. Миколи Чудотворця належить до найдавніших пам'яток дерев'яного церковного будівництва України. Збудували її в урочищі Одарів і пізніше перенесли на теперішнє місце. Храм зберігає певні риси, властиві оборонним спорудам. Його гордий, суворий силует в оточенні старезних дубів свідчить про високу майстерність народних будівничих у роботі з таким складним матеріалом як дуб. Найдавніші частини — зрубні стіни — збудовано в XV сторіччі (фігурує 1470 рік) з колод завдовжки 12 метрів на кам'яному фундаменті, складеному насухо. Зруби надбудовано у XVI сторіччі. У XVII або у другій половині XVIII сторіччя перебудовано вежу, яку вкрило вибагливо пророблене двоярусне барокове завершення, а також прибудовано галерею над бабинцем та ґанок на різьблених стовпчиках. |

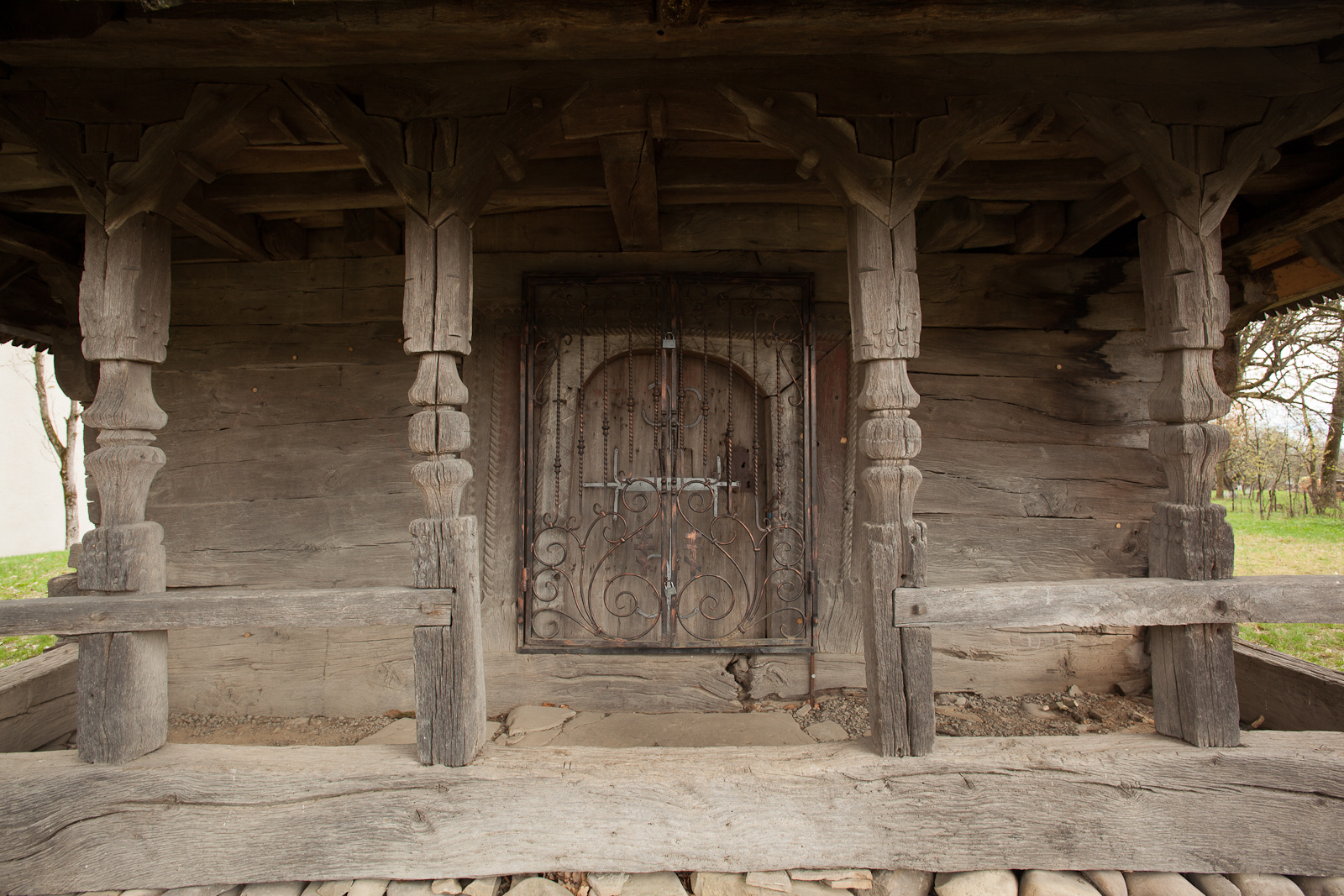
Ґанок церкви

Під час реставрації споруди в 1969-1976 роках забрали престол та ікони, які так і не повернули. Ходять чутки, що він находиться десь у Санкт-Петербурзі. Старі дзвони перевезли до нової православної церкви, хоча до приходу радянської влади храм був греко-католицьким. Тільки на світлині залишилися Царські ворота. Завдяки своїй великій вазі не знайшов нового власника тріснутий кам'яний престол на подвір'ї церкви.

## Архітектура
Церква святого Миколая є двозрубна тридільна споруда — більший зруб включає наву та бабинець і невеликого вівтарного зрубу під стрімким дахом. Нава та вівтар перекриті коробовими склепіннями та завершуються стрімкими дахами. На почорнілому зрубі вівтаря до теперішнього часу збереглися два невеликих початкових віконця, точнісінько як у будівлях, зображених на іконах XIV—XV століттях. Стіни та склепіння нави і вівтаря розписані. Над бабинцем піднімається висока вежа-дзвіниця з підсябиттям і відкритою аркадою для дзвону. Завершення вежі перебудовано у XVII столітті Тоді ж з'явилася ще й галерея, а вежа, яка раніше була, ймовірно, по центру церкви, посунулася і опинилася над бабинцем. Тому її завершення має такий виразний бароковий характер. 

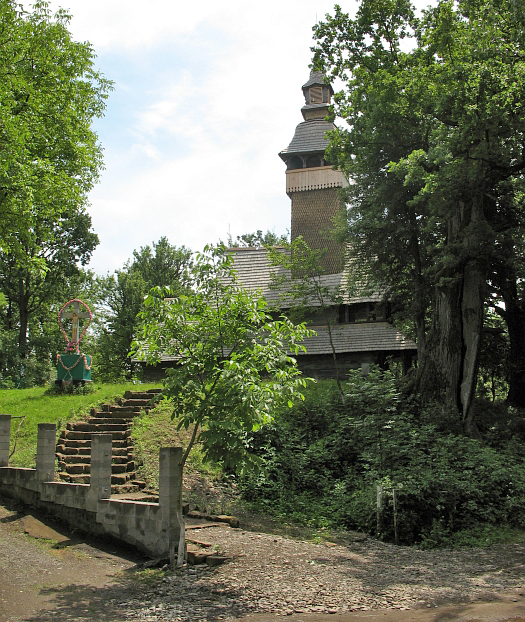
Вид на церкву з боку вулиці

Вівтар і нава перекриті рубаним склепінням. На другому ярусі бабинця влаштована відкрита галерея, з різьбленими порталами, з виходом на хори. Із західного боку до бабинця прибудована галерея на різьблених стовпах, з вирізаними у вигляді арок підкосами. На рівні заломів основного зрубу влаштоване широке піддашшя, яке плавно переходить у покрівлю вівтарної частини та зливається з галереєю перед бабинцем.
Дах та вежа вкриті ґонтом. Фундамент у церкви кам'яний, складений насухо.
Церква стала такою у результаті декількох перебудов, що мали місце протягом трьох століть. Науковці визначають принаймні три основні періоди її будівництва та перебудов. Значні перебудови церкви сталися у другій половині XVI та наприкінці XVII століття.

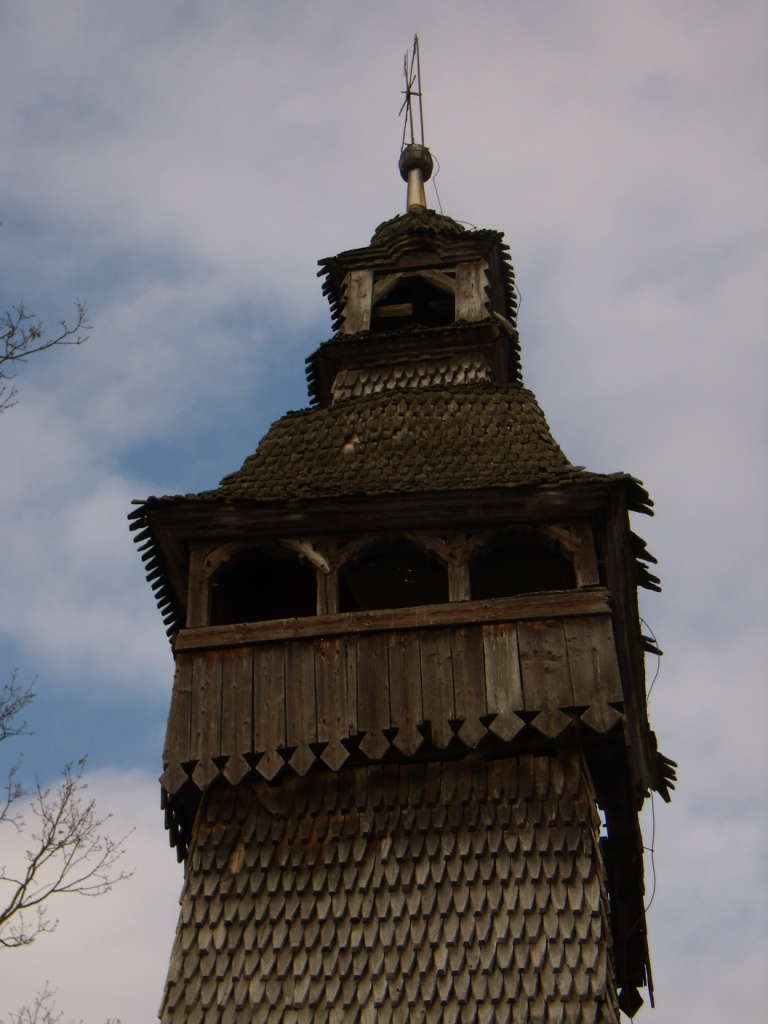
Вежа церкви.

Форми храму позначені монументальністю. Це враження посилюється характером зрубу, виконаного з величезних дубових плах та фактурного покриття з дубового ґонту, так званого клину. Вишукані співвідношення об'ємів споруди, пластичне трактування завершень вежі та динамічна композиція об'ємів надають споруді надзвичайної привабливості.
Інтер'єр храму, з точки зору просторової організації, лаконічний і простий. Урочистий характер церкві надає різьблений іконостас, поновлений у 1737 році, та стінопис. Настінні розписи, виконані у XVIII столітті, покривають площини стін та склепіння нави, а також стіни вівтаря. Збереглися фрагменти стінопису і у бабинці.
Миколаївська церква в с. Колодному безумовно є унікальною пам'яткою за своїми архітектурно-мистецькими якостями. Але її значущість полягає в тому, що вона стала взірцем для будівництва інших храмових споруд закарпатського регіону.
В останні роки XX століття церква сильно занепала, ґонтове покриття прогнило, дахи протікали, вода змивала чудові настінні розписи. Впродовж 2007-2008 років занепала церква була реставрована завдяки гранту, наданому посольством США в Україні (40 тисяч доларів). У церкви замінили дах, закрили аркаду на дзвіниці сіткою від птахів, відремонтували двері, дерев'яними кілками позатикали всі отвори і щілини в зрубах. На пожертви сільської громади (47 тис.грн.) зміцнили стіни, поставили браму, на вікна — ковані ґрати, вимостили кам'яними сходами дорогу на пагорб, де знаходиться церква. Тоді на відкриття реконструйованого храму приходив особисто посол США в Україні Вільям Тейлор.

### Розпис
Найдавніші розписи розташовані у вівтарі, вони відносяться до другої половини XVII століття. Їх окремі сюжети поділяються смугами оригінальних орнаментів, що складаються з виноградної лози. Нава розписана на теми Страстей Христових. Глибокою людяністю виділяються жіночі образи в сцені «Положення в труну», розташованої на північній стіні. Наївним народним духом відзначена композиція «Прабатьки Адам і Єва». Всі сюжети сприймаються як збільшені мініатюри або невеликі жанрові картинки. Для сюжетів, розміщених в наві церкви Миколи, характерні подрібнені форми, просторове рішення композицій, які вступають у протиріччя з архітектурою, руйнують площину стіни , а з нею і тектонічну структуру споруди.
Зберігся настінний бароковий розпис XVIII століття, що його виконав, згідно з латинським написом на плафоні, «почесний громадянин Антоній Валі» (в селі Вишково, в реформатському храмі зазначено, що Антоній Валі був дворянином з Вальду в комітаті Нітра і у віці 47 років розмалював плафон храму, закінчивши роботу у серпні 1789 року). Вівтарний розпис походить з другої половини XVII сторіччя.

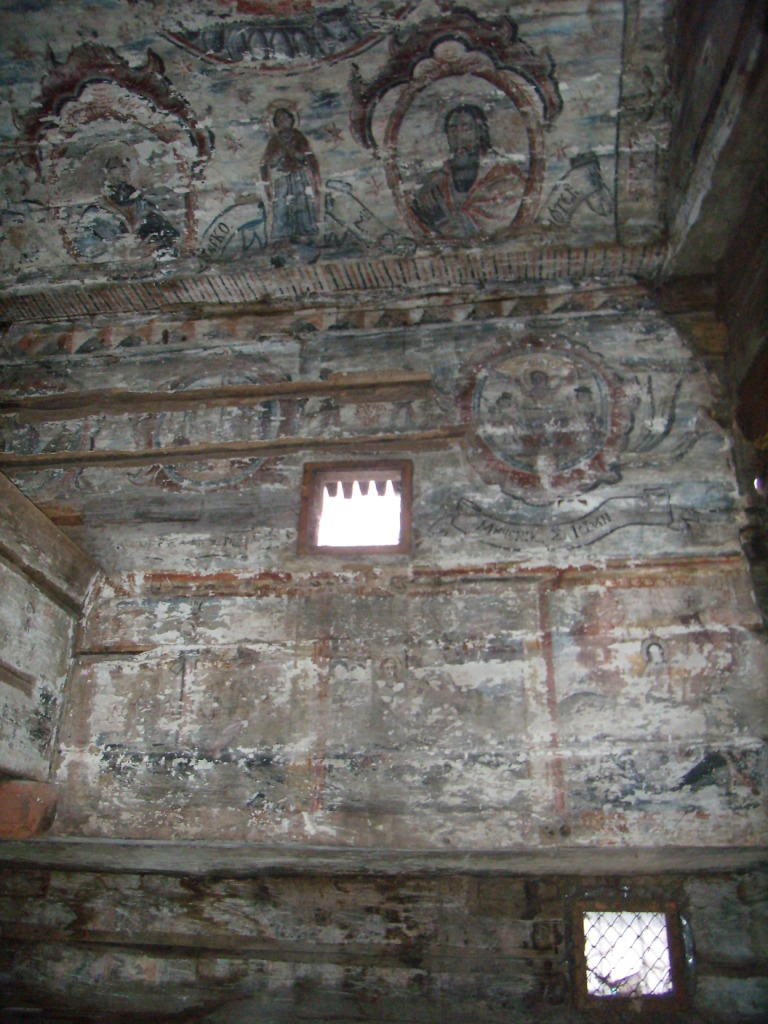
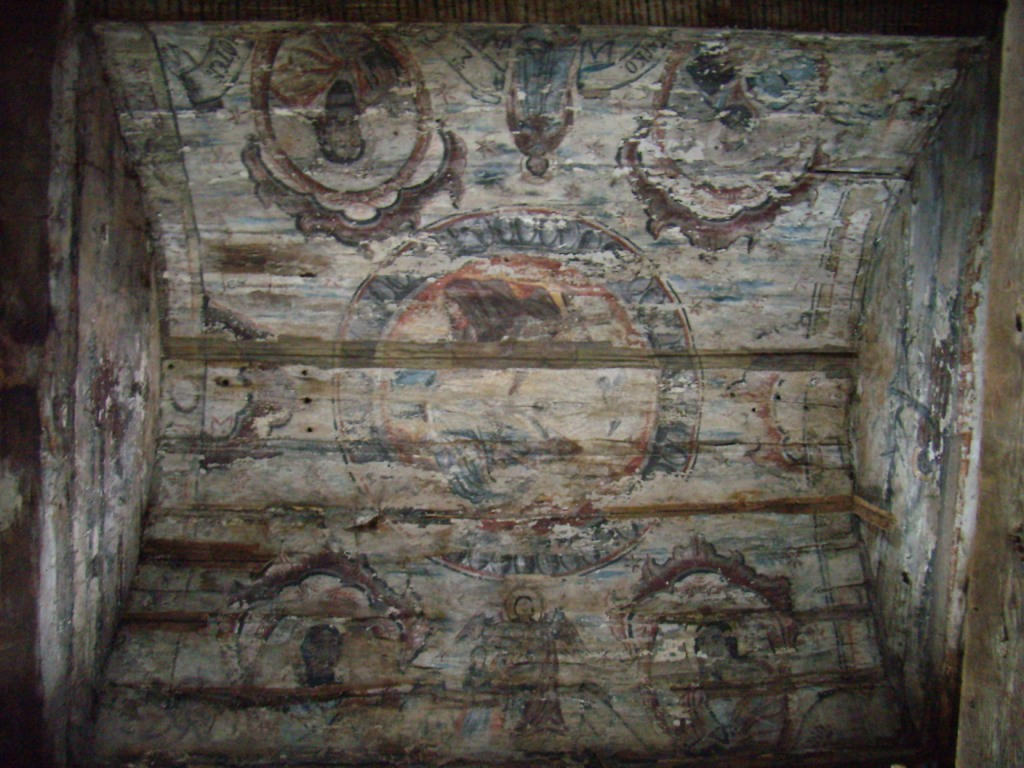
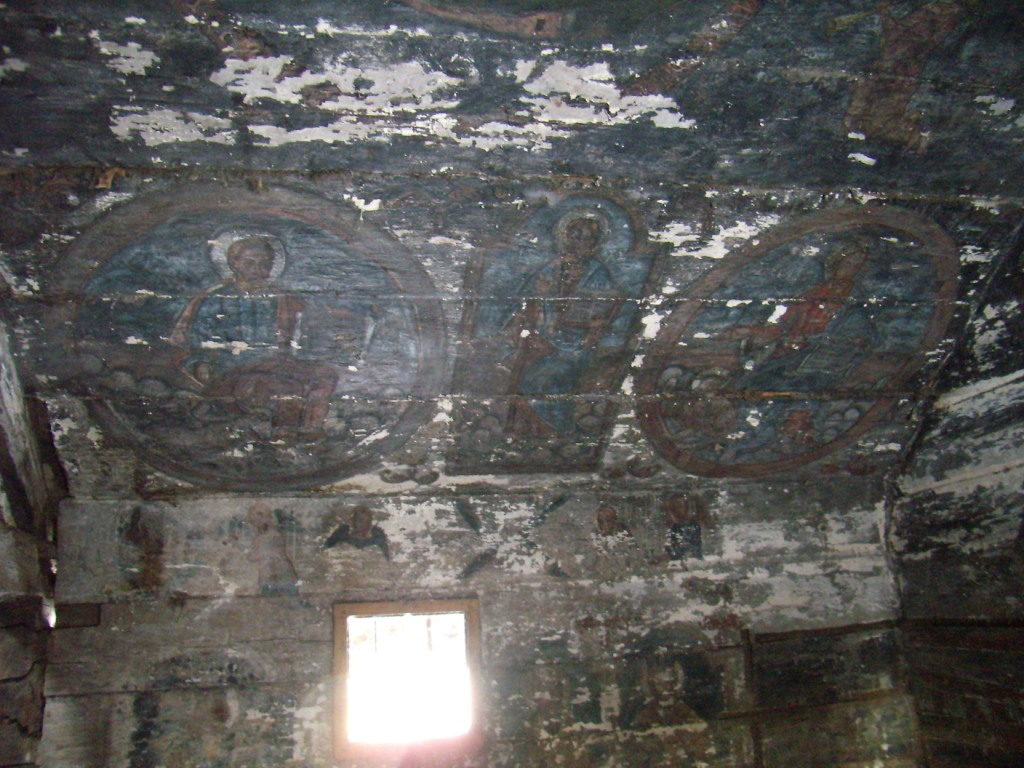
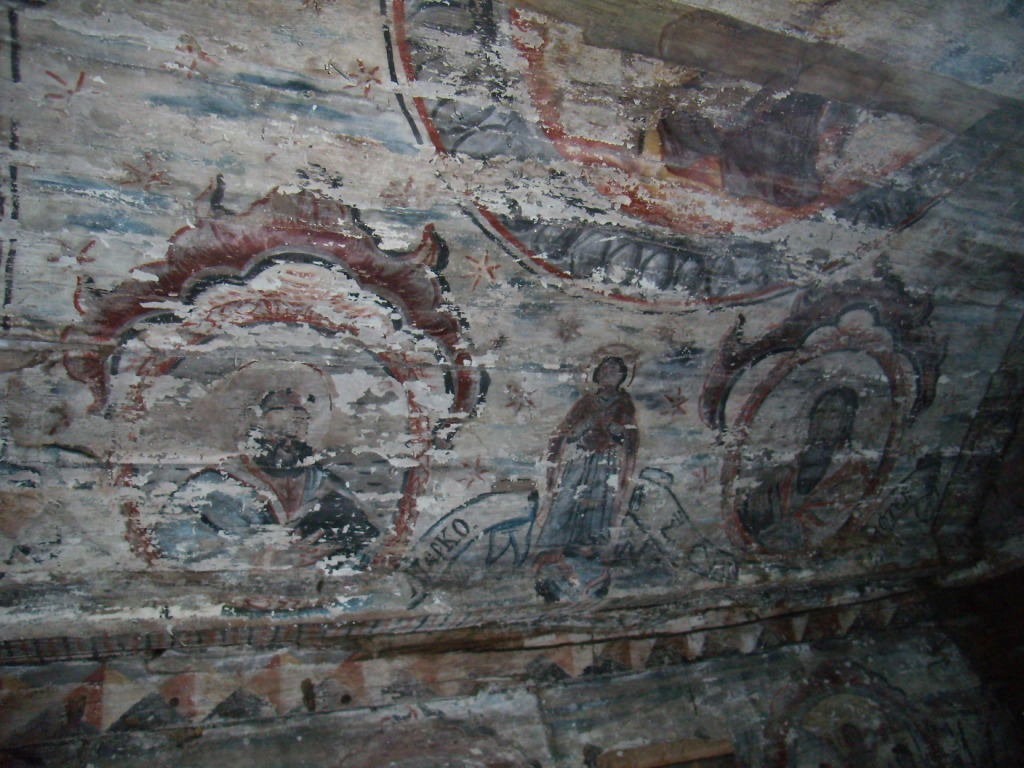

### Іконостас
Іконостас було зроблено в середині XVII століття, живопис іконостасу оновлювалася Іллею маляром Хуски, про що свідчить напис на звороті царських врат: 
|  | Поновленіе сих лиц року Божія 1737 Ілія маляр Хуски |

Його різьба та живопис стримані — остання виразна, декоративна, побудована на поєднанні теплих коричнево-червоних, охристих тонів з холодними зеленими і синіми. 
Стиль різьблення свідчить про те, що іконостас був споруджений, ймовірно, близько середини XVII століття і що Хуст у XVII—XVIII століттях був досить значним культурним центром в Закарпатті.